# Кинезиология
Кинезиология е науката за движението на тялото. Съчетава научни познания от анатомия, физиология, биомеханика, биохимия, неврология и др. За първи път терминът „кинезиология“ е предложен и използван от преподаватели в шведския „Кралски гимнастически институт“ през 1854 г.
Трябва да се прави разлика между научната кинезиология и различните псевдонаучни направления на алтернативната медицина, имащи в названието си думата „кинезиология“: „приложна кинезиология“, „образователна кинезиология“ и други. Научната обоснованост на тези дисциплини не е доказана, или напълно липсва.

## Научна кинезиология

### Етимология
Кинезиология произлиза от гръцки: κίνησις (кинезис) – „движение“ и „-логия“, втората съставна част за много сложни думи със значение наука, от гръцки: λόγος (логос) – „дума; наука; учение“.

### Произход
Първите опити за изучаване на опорно-двигателния апарат са от времето на Аристотел (384 – 322 г. пр.н.е.).

### Първи публикации в България
През 1973 г. излиза „Ръководство по кинезитерапия“ като колективен труд на автори от Медицинска академия – София. В нея терминът кинезитерапия е посочен за всички видове лечение чрез движение – масаж, трудова терапия, лечебна физкултура и т.н., практикувани в клиниката за следоперативна рехабилитация към Института по ортопедия и травматология в София.
За теоретична основа на кинезитерапията се определя физиологията на движението.
В тази книга кинезиологията е определена като наука за човешките движения, представят се данни за силата, центъра на тежестта на тялото като цяло и на неговите органи, за анатомичните лостове, направленията на действие на мускулните сили, за видовете съкращения на мускулите, функционалната класификация на мускулите, за позите и фазите на движението.

## Приложна кинезиология
Приложната кинезиология (мануално мускулно тестуване) е система за диагностика и лечение, която използва мускулите на ръцете за определяне нарушения на дейността на различни органи в тялото. Тази техника не замества конвенционалните форми на изследване и може да се използва паралелно със стандартните процедури, като рентгеново лъчение и изследване на кръвта. Приложната кинезиология се използва за лечение на проблеми в ранен стадий или в случаите, когато конвенционалната медицина не може да се справи, каквито са хроничната умора или заболяванията, причинени от околната среда.

### Възникване
Съществува разлика между приложната кинезиология и кинезиологията (същинската или научна кинезиология).
През 1960 г. д-р Джордж Гудхарт, лекар хиротерапевт, започва наблюдаване на мускулите, отговарящи на специфичните органи. Обособяването на приложната кинезиология като такава става през 1964 г.

### Области на практикуване
Приложната кинезиология се разглежда като метод за диагностика и лечение на алтернативната медицина.
Използва се и за изследване ефикасността на някои лекарства, за определяне на въздействието от други толерантни терапии, например акупунктура, биологична обратна връзка и мануална терапия.